# Pablo Morillo
Pablo Morillo y Morillo, conde de Cartagena e Marquês de La Puerta, conhecido como El Pacificador (O Pacificador) (Fuentesecas, 5 de maio de 1775 — Barèges, 27 de julho de 1837) foi um general espanhol.

## Biografia
Em 1791 Morillo se alistou na Real Cuerpo de Marina (Corpo de Fuzileiros Navais da Espanha) e participou da Batalha de Trafalgar, na qual ele foi ferido e feito prisioneiro pelos ingleses em 1805. Também lutou contra Napoleão Bonaparte em 1808 durante a Guerra Peninsular (parte das Guerras Napoleônicas) para defender sua pátria espanhola contra a invasão francesa. Depois que a guerra terminou e a monarquia espanhola foi restaurada, o Rei Fernando VII de Espanha nomeou-o Comandante da Expedição e Capitão General das províncias da Venezuela em 14 de agosto de 1814. Ele embarcou com uma frota de dezoito navios cargueiros e desembarcou em Carúpano e Ilha de Margarita, com a missão de pacificar as revoltas contra a monarquia espanhola nas colônias americanas. Viajou a La Guaira, Caracas, Puerto Cabello e Cartagena das Índias (Províncias Unidas da Nova Granada) em campanha militar para combater os exércitos revolucionários de Simon Bolívar.

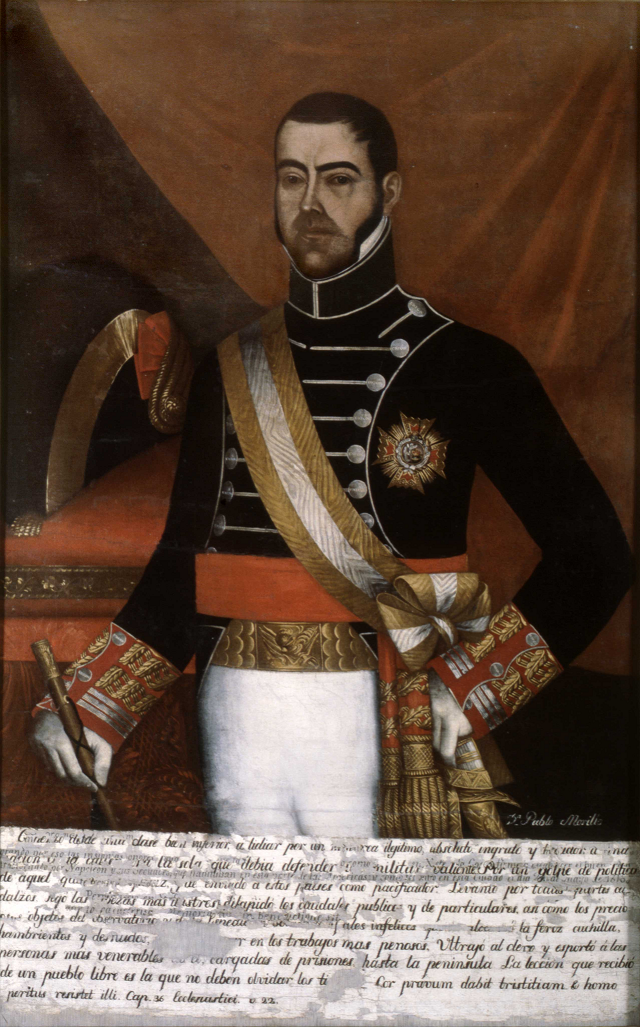
Pablo Morillo

Em 22 de agosto de 1815, Morillo cercou a cidade murada de Cartagena e colocou-a em estado de sítio, impedindo qualquer abastecimento alimentar até 6 de dezembro do mesmo ano, quando o Exército Real espanhol entrou na cidade. Com controle sobre Cartagena, Morillo retornou à Venezuela para continuar a luta contra os revolucionários. Em junho de 1820 Morillo, sob mandato da Real, ordenou que todos nas colônias obedeçam à Constituição de Cádis e enviou representantes para negociar com Bolívar e seus seguidores. Bolívar e Morillo, mais tarde, se encontraram na cidade venezuelana de Santa Ana e assinaram um armistício de seis meses e, em seguida, um trato que se tornou conhecido como "guerra de regularização".
Morillo retornou à Espanha, e foi nomeado Capitão General da Castela-a-Nova, e apoiou a Constituição Liberal durante o Triênio Liberal. Ele impediu um golpe contra a Constituição de 1822, e lutou em 1823 da invasão francesa sob Luís Antônio, Duque de Angoulême, no norte da Espanha, onde foi derrotado.
Quando o Rei Fernando VII restaurou o regime absoluto em 1823, foi à França. Alguns anos depois, retornou à Espanha e participou de algumas operações militares durante as Guerras Carlistas. Se sentiu mal e voltou à França, onde morreu no dia 27 de julho de 1837.

## Citações
Quando Morillo ordenou a execução do cientista Francisco José de Caldas (conhecido como El Sabio Caldas, "Sábio Caldas") e as pessoas presentes na Praça São Francisco de Santa Fé apelaram pela vida do cientista, Morillo respondeu: "A Espanha não precisa de pessoas sábias". ("España no necesita sabios"). Essa frase tornou-se lema das guerras espanholas pela reconquista das colônias rebeldes.